# Olchowiki
Olchowiki (biał. Альховікі; ros. Ольховики) – wieś na Białorusi, w obwodzie witebskim, w rejonie głębockim, w sielsowiecie Koroby.

## Historia
W czasach zaborów wieś leżała w gminie Sitce, w powiecie wilejskim w guberni wileńskiej Imperium Rosyjskiego.
W dwudziestoleciu międzywojennym wieś leżała w Polsce, w województwie wileńskim, w powiecie duniłowickim (od 1926 postawskim), w gminie Norzyca, a następnie w gminie Głębokie.
Według Powszechnego Spisu Ludności z 1921 roku zamieszkiwało tu 108 osób, 107 było wyznania rzymskokatolickiego a 1 prawosławnego. Jednocześnie 98 mieszkańców zadeklarowało polską a 10 białoruską przynależność narodową. Były tu 24 budynki mieszkalne. W 1931 w 26 domach zamieszkiwało 118 osób.
Wierni należeli do parafii rzymskokatolickiej w Dzierkowszczyźnie. Miejscowość podlegała pod Sąd Grodzki w Duniłowiczach i Okręgowy w Wilnie; właściwy urząd pocztowy mieścił się w Głębokiem.
Po agresji ZSRR na Polskę w 1939 roku wieś znalazła się w granicach BSRR. W latach 1941–1944 była pod okupacją niemiecką. Następnie leżała w BSRR. Od 1991 roku w Republice Białorusi.
Do 1958 miejscowość wchodziła w skład sielsowietu Dzierkowszczyzna.